# Poiretia unifoliolata
Poiretia unifoliolata är en ärtväxtart som beskrevs av Charles Frédéric Martins och Pedersoli. Poiretia unifoliolata ingår i släktet Poiretia och familjen ärtväxter. Inga underarter finns listade i Catalogue of Life.